# Нирдже
Нирдже́ (перс. نرجه‎) — небольшой город на северо-западе Ирана, в провинции Казвин. Входит в состав шахрестана Такестан.

## География
Город находится в западной части провинции, на расстоянии приблизительно 45 километров к юго-западу от Казвина, административного центра провинции и на расстоянии 140 километров к западу-северо-западу (WNW) от Тегерана, столицы страны. Абсолютная высота — 1284 метра над уровнем моря.

## Население
По данным переписи 2006 года численность населения составляла 5 071 человека.

## Транспорт
Ближайший аэропорт расположен в городе Казвин.